# Марцеллин (магистр армии)
Марцеллин (лат. Marcellinus, др.-греч. Μαρκελλιανός; убит в августе 468) — влиятельный военачальник Западной Римской империи, главнокомандующий в Далмации (magister militum Dalmatiae), фактически независимый владетель Далмации (454—468), Сицилии (459—461 и 464—468) и Сардинии (468 год), патриций.

## Биография

### Происхождение и начало карьеры
Марцеллин принадлежал к благородной семье и получил хорошее образование — со временем он прославился как философ и прорицатель. Смолоду он выбрал военную карьеру, успешно служил под началом самого известного командующего той эпохи Аэция, и к сентябрю 454 года возвысился до звания comes rei militaris Dalmatiae (военный комендант Далмации). В то время его и застали новости о том, что его начальник Аэций был коварно убит императором Валентинианом III и многие его сторонники перебиты. Марцеллин, возможно, опасаясь расправы над собой, воспользовался моментом и поднял мятеж. При поддержке византийцев он узурпировал власть над вверенной ему Далмацией и укрепил её в последующие годы. Центр мятежного владения находился в Салоне (современный Сплит).
Историк Прокопий Кесарийский написал об этих событиях следующее:

«Был в это время в Далмации некто Марцеллиан, один из близких людей Аэция, человек, пользовавшийся большой известностью. Когда Аэций умер… он не счел нужным далее оказывать повиновение василевсу, но восстал против него, побудив отложиться и всех других; сам он захватил власть над Далмацией, поскольку никто не осмелился прямо пойти на него войной».

Марцеллину достались стоявшие в Далмации отряды (в основном, из наёмников-гуннов) и флот, базировавшийся в Адриатическом море, что сделало его положение в центральном Средиземноморье довольно значительным. Впоследствии правительство Восточной Римской империи признало за ним пост главнокомандующего Далмации (magister militum Dalmatiae).
Может быть в 456—457 годах Марцеллин участвовал в заговоре с целью захватить трон Западной империи. Такой вывод можно сделать на основании одного из писем Сидония Аполлинария, в котором говорится о некоем заговорщике по имени Марцеллин (по другим трактовкам, Марцелл).

### Сотрудничество с Майорианом и захват Сицилии
В 459 году западный император Майориан признал за Марцеллином право на владение Далмацией (хотя номинально провинция осталась неотъемлемой частью Империи). При поддержке Майориана Марцеллин атаковал вандалов, выбил их с Сицилии и присоединил остров к своим владениям, получив от императора в награду пост  comes rei militaris Siciliae. 
Майориан имел амбициозные планы по завоеванию вандальской Африки, в которых Марцеллину отводилась важная роль: он должен был атаковать вандалов с востока (с Сицилии), в то время как император ударил бы по ним с запада (с Испании). Согласовав план действий, Майориан отправился с главными силами через Галлию в Испанию, куда и прибыл в мае 460 года. Но его всесильный полководец Рицимер, опасавшийся усиления влияния как Майориана, так и Марцеллина, сделал все, чтобы поход провалился. Вследствие его интриг Марцеллин был изгнан с Сицилии. Историк Приск Панийский по этому поводу сообщает следующее:

«Марцеллин оставил остров, потому что Рицимер старался отвлечь у него войско и переманить к себе. Он подкупал бывших у Марцеллина скифов, — их у него имелось много, — чтобы заставить их покинуть Марцеллина. Устрашенный кознями Рицимера и будучи не в состоянии состязаться с ним в богатстве, Марцеллин был вынужден бежать».

Марцеллин вернулся в Далмацию, и Сицилия была вновь захвачена вандалами.
Вскоре после этого провалился и предпринятый Майорианом поход. Императору пришлось возвращаться в Италию сушей. По возвращении он был убит Рицимером.
При дворе Майориана интересы Марцеллина представлял его родственник Непоциан. Он был награждён императором постом магистра армии (в знак признания заслуг Марцеллина), и успешно сражался со свевами в испанской Галисии летом 460 года.

### Соперничество с Рицимером и захват Сардинии
После падения Майориана его убийца Рицимер возвел на трон свою марионетку луканца Ливия Севера Серпентия. Марцеллин не признал новую власть. В это время, по некоторым данным, он готовил большой поход в Италию. В 464 году его отряды высадились на Сицилии и вторично захватили остров. Это, равно как и слухи о грядущем походе, встревожили Рицимера, и он при посредничестве Константинополя начал переговоры с Марцеллином. К последнему был отправлен посол по имени Филарх, который смог убедить Марцеллина не нападать на Италию. О готовящемся походе рассказал Приск Панийский:

«Западные римляне были в страхе, чтоб могущество Маркеллиново не возросло, и чтоб он не обратил на них оружия в то самое время, как дела их были запутаны: с одной стороны беспокоила их сила вандалов, с другой Эгидий… По этой причине западные римляне отправили посольство к восточным, и просили их о примирении их с Маркеллином и с вандалами. Филарх, отправленный к Маркеллину, убедил его не обращать оружия против римлян; но тот, кто был послан к вандалам, воротился без успеха…»

12 апреля 467 года Марцеллин сопровождал западного императора Антемия во время его прибытия в Рим. В эти же дни, по-видимому, император наградил его титулом патриция. Антемий в союзе с восточным императором Львом I сразу же начал готовить масштабную экспедицию против вандалов. Марцеллина назначили главнокомандующим армии Западной Римской империи — в его задачу входил захват Сардинии. Он блестяще справился с этой задачей, но по общим результатам поход оказался провальным. Прокопий Кесарийский записал о событиях на Сардинии следующее:

«Расточая этому Марцеллиану много любезностей, василевс Лев привлек его на свою сторону и поручил ему напасть на Сардинию, находившуюся под властью вандалов. Без особого труда изгнав оттуда вандалов, он захватил там власть».

### Смерть
К 468 году Марцеллин подчинил себе Далмацию, Сицилию и Сардинию. Встревоженный его успехами, Рицимер вновь начал плести против него интриги. Марцеллину пришлось бежать с Сардинии, где взбунтовались его отряды, на Сицилию, но и здесь вспыхнул бунт. В августе 468 года, во время ссоры с одним из своих командиров Марцеллин был убит. Его владение в Далмации наследовал Юлий Непот, его племянник и будущий император.
По словам Дамаския, заклятый враг Марцеллина король вандалов Гензерих отреагировал на его убийство словами:

«Они (римляне) своей левой рукой отрубили себе правую».

### Итоги деятельности
Марцеллин оказался способным военачальником и политиком. Он умело лавировал между Римом и Константинополем, громил вандалов на море, представлял угрозу для Рицимера и, сумев создать в Далмации прочное владение, дал этому региону относительный мир на многие годы.
Его власть, безусловно, была выгодной западным императорам, прежде всего потому, что он взял на себя защиту Далмации, с чем вряд ли могло бы справиться правительство метрополии.